# Poluotok
Poluotok je zemljopisni pojam, koji označava kontinentalnu površinu, koja je s tri strane okružena vodom. Poluotoci mogu imati površinu od nekoliko kvadratnih kilometara, ali isto tako njihova veličina i dužina ne mora dosegnuti više od stotinjak metara. 
Sami poluotoci mogu imati poluotoke, a ovi se dalje mogu dijeliti na manje poluotoke, kao što pokazuje primjer danskog poluotoka Jutland-Djursland-Mols. 
Poluotok velikih razmjera se naziva polukontinent, poput Europe, a njoj su pripojeni veći poluotoci, kao dijelovi koji sačinjavaju kontinent, primjerice Skandinavski, Apeninski, Balkanski i Pirinejski poluotok te manji: Bretanja, Jylland, Kanin, Kola, Krim, Peloponez i Halkidiki.
Najveći hrvatski poluotok je Istra.